# Lester (Virgínia de l'Oest)
Lester és una població dels Estats Units a l'estat de Virgínia de l'Oest. Segons el cens del 2000 tenia 322 habitants.

## Demografia
Segons el cens del 2000, Lester tenia 322 habitants, 142 habitatges, i 89 famílies. La densitat de població era de 248,6 habitants per km².
Dels 142 habitatges en un 23,9% hi vivien nens de menys de 18 anys, en un 47,2% hi vivien parelles casades, en un 11,3% dones solteres, i en un 37,3% no eren unitats familiars. En el 33,1% dels habitatges hi vivien persones soles el 19% de les quals corresponia a persones de 65 anys o més que vivien soles. El nombre mitjà de persones vivint en cada habitatge era de 2,27 i el nombre mitjà de persones que vivien en cada família era de 2,91.
Per edats la població es repartia de la següent manera: un 20,2% tenia menys de 18 anys, un 9,3% entre 18 i 24, un 26,1% entre 25 i 44, un 27,3% de 45 a 60 i un 17,1% 65 anys o més.
L'edat mediana era de 42 anys. Per cada 100 dones de 18 o més anys hi havia 79,7 homes.
La renda mediana per habitatge era de 24.375 $ i la renda mediana per família de 30.938 $. Els homes tenien una renda mediana de 25.208 $ mentre que les dones 18.125 $. La renda per capita de la població era d'11.026 $. Entorn del 14,6% de les famílies i el 15,7% de la població estaven per davall del llindar de pobresa.

## Poblacions més properes
El següent diagrama mostra les poblacions més properes.